# Regione di sviluppo Nord-Est
Nord-Est è una delle otto regioni di sviluppo della Romania. La sede della Agenției pentru Dezvoltare Regională Nord-Est è a Piatra Neamț, ma la città più grande della regione è Iași. Fanno parte della regione le storiche Moldavia e Bucovina: Bacău, Botoșani, Iași, Neamț, Suceava e Vaslui.

## Distretti

### I distretti sono sei
- Distretto di Iași
- Distretto di Suceava
- Distretto di Bacău
- Distretto di Neamț
- Distretto di Botoșani
- Distretto di Vaslui

## Geografia

### Rilievi
L'altitudine massima è il picco di 1907 m dei Munții Ceahlău (Ocolașul Mare) nel distretto di Neamț. l'altitudine minima è sotto i 100 m con il Prut. Per tre distretti Bacau, Neamț e Suceava passa la catena montuosa dei Carpații Orientali. In Bacău e Neamț sono presenti i Subcarpaților Moldovei. Podișul Moldovei è presente in tutti i distretti. Per Botoșani, Iași e Vaslui si trovano le pianure dei Câmpiei Moldovei e del Prut.

### Clima
Clima varia da temperature medie di 0,7 °C e 700 mm di precipitazione di Toaca sui Munții Ceahlău, ai 9,8 °C (Bârlad) e precipitazioni di 450-500 mm (Botoșani, Iași e Vaslui).

## Economia
Caratterizzata prevalentemente dall'agricoltura con una industria presente a Iași, Bacău e Suceava. Il PIL pro capite è il più basso della Romania. Forte la presenza turistica in particolar modo a Iași, Suceava, Piatra Neamț e Bacău anche per le chiese della Moldavia (Bucovina) patrimonio Universale.

## Società

### Evoluzione demografica
Regiunea Nord-Est are o populație totală de 3.674.367, fiind astfel cea mai populată regiune a țării. Densitatea este de 99,71/km², mai ridicată decât media pe țară, de 91,3/km². 1.808.390 (49.22%) dintre locuitori sunt de sex masculin, iar 1.865.977 (50.78%) sunt de sex feminin. Românii reprezintă 97,9% din populație, cea mai importantă minoritate fiind romii, reprezentând 1,2 % din populație. O altă minoritate importantă o reprezintă ucrainienii
Limba română este cea mai vorbită limbă, fiind limba maternă a 98,7 % dintre locuitorii regiunii. Limba romani este vorbită de 0,6% din populație, iar limba ucraineană de 0,3%. Cele mai mari orașe ale regiunii sunt Iași (357.192), Bacău (144. 307), Botoșani (106.847), Suceava (92.121), Piatra Neamț (85.055) și Bârlad (55.807)
(Pentru structura confesională, a se vedea lucrarea: Aspecte geodemografcie privind religia catolică din Regiunea de Dezvoltare Nord-Est a României, Mărculeț I., Mărculeț Cătălina,în Deșteptarea Credinței, nr. 5-6 (218-219), Dej, 2008).

## Cultura

### Cucina tradizionale
La cucina moldava è variegata con antipasti, minestre, piatti con legumi, con carne, dessert, conserve, murături.